# Leptomyrmex contractus
Leptomyrmex contractus é uma espécie de formiga do gênero Leptomyrmex.